# Heinrich Lüber
Heinrich Lüber (Wattwil, 16 juni 1961) is een Zwitsers performance beeldend kunstenaar.
Nadat hij aan de Schule für Gestaltung Basel zijn diploma tot vakdocent in de beeldende kunst behaalde, werkte Lüber periodes in Turkije, de Verenigde Staten, Frankrijk en Australië. Sinds 1988 heeft hij in binnen- en buitenland tentoonstellingen, en neemt hij deel aan performancefestivals en kunstbeurzen. Hij is docent beeldende kunsten aan de Fachhochschule beider Basel (FHBB) (onderdeel van de Fachhochschule Nordwestschweiz) en werkt vanuit Basel.
In zijn werken spot Lüber met de natuurwetten op een humoristisch, surreële en groteske wijze. Hij heeft een confronterende werkwijze waarbij hij vaak mensen onverwachts met zijn kunst laat kennis maken in de openbare ruimte. Hij kreeg diverse prijzen. Over zijn werk werd in 2007 de documentaire Lüber in der Luft gemaakt.